# Carex bijiangensis
Carex bijiangensis là một loài thực vật có hoa trong họ Cói. Loài này được S.Yun Liang & S.R.Zhang mô tả khoa học đầu tiên năm 2006.